# NK Zadar
O NK Zadar é um clube de futebol croata sediado em Zadar, cidade na costa do Adriático, mais conhecido por atuar na primeira divisão do futebol croata por quase vinte anos. Atualmente disputa a na Treća HNL, a terceira divisão croata.
O primeiro clube de futebol de Zadar foi fundado em 1876 e se chamava AC Dalmazia. O clube jogou principalmente em ligas italianas até a anexação da cidade à Iugoslávia em 1945. Em 26 de abril de 1945, foi fundado um novo clube chamado Fiskulturno društvo Zadar, que contava com um departamentos de futebol, basquete e atletismo. Em 9 de fevereiro de 1949, o departamento de futebol foi desmembrado do resto do clube e foi renomeado como NK Zadar.
O NK Zadar jogou na Segunda Liga Iugoslava em várias ocasiões, sendo a última delas em 1986.
Em 1992, sob o nome de Zadarkomerc, o clube foi um dos membros fundadores da primeira divisão croata. Desde 2001, o clube oficialmente se chama NK Zadar.
A campanha de maior sucesso do clube na Copa da Croácia se deu na temporada 1995-96, quando perdeu a semifinal para o Croatia Zagreb.
O NK Zadar jogou no primeiro escalão de 1992 a 1999, de 2001 a 2005 e de 2007 a 2015. Mais recentemente, o clube enfrentou dificuldades financeiras e, após duas temporadas disputadas na Terceira Liga Croata - Sul (2016-17 e 2017-18), o clube foi promovido à segunda divisão croata. Depois de uma partida no meio da tabela em 2018-19, o Zadar foi rebaixado administrativamente para a terceira divisão. Em junho de 2019, o clube contratou um advogado para apelar contra o rebaixamento.

## Temporadas
| Temporada | Campeonato | Campeonato | Campeonato | Campeonato | Campeonato | Campeonato | Campeonato | Campeonato | Campeonato | Copa | Artilheiro                     | Artilheiro |
| Temporada | Divisão    | J          | V          | E          | D          | GP         | GC         | Pts.       | Pos.       | Copa | Jogador                        | Gols       |
| --------- | ---------- | ---------- | ---------- | ---------- | ---------- | ---------- | ---------- | ---------- | ---------- | ---- | ------------------------------ | ---------- |
| 1992      | 1. HNL     | 22         | 4          | 5          | 13         | 20         | 49         | 13         | 10º        |      | Mate Šestan                    | 6          |
| 1992–93   | 1. HNL     | 30         | 9          | 7          | 14         | 30         | 48         | 25         | 12º        | SF   | Đovani Roso                    | 9          |
| 1993–94   | 1. HNL     | 34         | 8          | 17         | 9          | 24         | 36         | 33         | 11º        | R2   | Josip Butić, Anđelko Kvesić    | 5          |
| 1994–95   | 1. HNL     | 30         | 7          | 10         | 13         | 33         | 47         | 31         | 13º ↓      | OF   | Hari Vukas                     | 6          |
| 1995–96   | 1. B HNL   | 30         | 16         | 7          | 7          | 46         | 30         | 55         | 2º ↑       | SF   | Zoran Vujčić                   | 8          |
| 1996–97   | 1. A HNL   | 30         | 11         | 7          | 12         | 39         | 45         | 40         | 10º        | R1   | Saša Bjelanović, Joško Španjić | 6          |
| 1997–98   | 1. HNL     | 32         | 10         | 5          | 17         | 36         | 50         | 35         | 6º         | OF   | Jakov Surać                    | 8          |
| 1998–99   | 1. HNL     | 32         | 9          | 7          | 16         | 40         | 54         | 34         | 11º ↓      | R2   | Jakša Krstulović               | 10         |
| 1999–2000 | 2. HNL     | 32         | 19         | 5          | 8          | 47         | 25         | 62         | 3º         | R1   | Miroslav Vukić                 | 14         |
| 2000–01   | 2. HNL     | 34         | 18         | 7          | 9          | 40         | 30         | 61         | 4º ↑       | OF   |                                |            |
| 2001–02   | 1. HNL     | 30         | 9          | 9          | 12         | 43         | 47         | 36         | 9º         | OF   | Zoran Zekić                    | 14         |
| 2002–03   | 1. HNL     | 32         | 9          | 6          | 17         | 36         | 71         | 33         | 10º        | OF   | Dragan Blatnjak                | 8          |
| 2003–04   | 1. HNL     | 32         | 7          | 11         | 14         | 46         | 71         | 32         | 6º         | OF   | Mate Brajković                 | 12         |
| 2004–05   | 1. HNL     | 32         | 10         | 2          | 20         | 36         | 70         | 32         | 12º ↓      | R1   | Leonardo Barnjak               | 11         |
| 2005–06   | 2. HNL Sul | 32         | 15         | 6          | 11         | 52         | 34         | 51         | 7º         | R1   | Želimir Terkeš                 | 11         |
| 2006–07   | 2. HNL     | 30         | 20         | 5          | 5          | 55         | 25         | 65         | 2º ↑       | R1   | Goran Burčul                   | 10         |
| 2007–08   | 1. HNL     | 33         | 11         | 7          | 15         | 49         | 61         | 40         | 9º         | R1   | Želimir Terkeš                 | 21         |
| 2008–09   | 1. HNL     | 33         | 7          | 8          | 18         | 28         | 49         | 29         | 11º        | OF   | Želimir Terkeš                 | 7          |
| 2009–10   | 1. HNL     | 30         | 9          | 7          | 14         | 27         | 41         | 34         | 12º        |      | Antonio Mršić, Ivan Santini    | 6          |
| 2010–11   | 1. HNL     | 30         | 11         | 5          | 14         | 31         | 34         | 38         | 10º        |      | Ivan Santini                   | 10         |
| 2011–12   | 1. HNL     | 30         | 11         | 7          | 12         | 29         | 44         | 40         | 10º        | R1   | Ivan Santini                   | 10         |
| 2012–13   | 1. HNL     | 33         | 9          | 8          | 15         | 37         | 59         | 35         | 9º         | QF   | Stipe Perica                   | 8          |
| 2013–14   | 1. HNL     | 36         | 10         | 5          | 21         | 35         | 67         | 35         | 7º         | QF   | Josip Ivančić                  | 8          |
| 2014–15   | 1. HNL     | 36         | 8          | 8          | 20         | 37         | 75         | 32         | 10º ↓      | QF   | Ivan Krstanović                | 6          |
| 2015–16   | 2. HNL     | 33         | 5          | 8          | 20         | 30         | 73         | 23         | 12º ↓      | R2   | Vlatko Blažević                | 10         |
| 2016–17   | 3. HNL Sul | 34         | 13         | 10         | 11         | 50         | 40         | 49         | 7º         | R1   | Vlatko Blažević                | 25         |
| 2017–18   | 3. HNL Sul | 30         | 16         | 6          | 8          | 74         | 37         | 54         | 3º ↑       | R2   | Karlo Torbarina                | 16         |
| 2018–19   | 2. HNL     | 26         | 9          | 7          | 10         | 36         | 40         | 34         | 8º ↓       | R2   | Antonio Repić                  | 12         |

Legenda
| 1º      | 2º           | ↑         | ↓         |
| Campeão | Vice-campeão | Promovido | Rebaixado |

Artilheiro mostrado em negrito quando fo também o artilheiro da competição.
| - J = Jogos - V = Vitórias - E = Empates - D = Derrotas - GP = Gols pró - GC = Gols contra - Pts = Pontos - Pos = Posição final | - 1. HNL = Campeonato Croata da Primeira Divisão - 2. HNL = Campeonato Croata da Segunda Divisão | - PR = Fase preliminar - R1 = Primeira fase - OF = Oitavas de final - QF = Quartas de final - SF = Semifinal - RU = Vice-campeão - W = Vencedor |